# Perdita williamsi
Perdita williamsi är en biart som beskrevs av Timberlake 1962. Perdita williamsi ingår i släktet Perdita och familjen grävbin. Inga underarter finns listade i Catalogue of Life.